# Premio Goya per la migliore attrice non protagonista
Il premio Goya per la migliore attrice non protagonista (premio Goya a la mejor interpretación femenina de reparto o premio Goya a la mejor actriz de reparto) è un premio cinematografico assegnato annualmente dall'Academia de las Artes y las Ciencias Cinematográficas de España a partire dal 1987 alla migliore attrice non protagonista di un film di produzione spagnola uscito nelle sale cinematografiche nel corso dell'anno precedente.
A vincere per due volte in questa categoria sono state Verónica Forqué, María Barranco, Rosa Maria Sardà e Candela Peña.

## Albo d'oro
I vincitori sono indicati in grassetto, a seguire gli altri candidati.

### Anni 1987-1989
- 1987: Verónica Forqué - L'anno delle luci (El año de las luces)
  - Chus Lampreave - L'anno delle luci (El año de las luces)
  - María Luisa Ponte - El hermano bastardo de Dios
- 1988: Verónica Forqué - Mori e cristiani (Moros y cristianos)
  - Marisa Paredes - Cara de acelga
  - Terele Pávez - Laura, del cielo llega la noche
- 1989: María Barranco - Donne sull'orlo di una crisi di nervi (Mujeres al borde de un ataque de nervios)
  - Laura Cepeda - Intrighi e piaceri a Baton Rouge (Bâton rouge)
  - Terele Pávez - Diario d'inverno (Diario de invierno)
  - Chus Lampreave - Espérame en el cielo
  - Julieta Serrano - Donne sull'orlo di una crisi di nervi (Mujeres al borde de un ataque de nervios)

### Anni 1990-1999
- 1990: María Asquerino - Il mare e il tempo (El mar y el tiempo)
  - Amparo Rivelles - Squillace (Esquilache)
  - Concha Velasco - Squillace (Esquilache)
  - Chus Lampreave - Bajarse al moro
  - María Barranco - Le cose dell'amore (Las cosas del querer)
- 1991: María Barranco - Le età di Lulù (Las edades de Lulù)
  - Rosario Flores - Il vento del desiderio (Contra el viento)
  - Loles León - Légami! (¡Átame!)
- 1992: Kiti Mánver - Tutto per la pasta (Todo por la pasta)
  - Cristina Marcos - Tacchi a spillo (Tacones lejanos)
  - María Barranco - Il re stupito (El rey pasmado)
- 1993: Chus Lampreave - Belle Époque
  - Mary Carmen Ramírez - Belle Époque
  - Pastora Vega - Demasiado corazón
- 1994: Rosa Maria Sardà - Perché chiamarlo amore quando è solo sesso? (¿Por qué lo llaman amor cuando quieren decir sexo?)
  - María Barranco - La ardilla roja
  - Rossy de Palma - Kika - Un corpo in prestito (Kika)
- 1995: María Luisa Ponte - Canción de cuna
  - Candela Peña - Días contados
  - Sílvia Munt - La passione turca (La pasión turca)
- 1996: Pilar Bardem - Nessuno parlerà di noi (Nadie hablará de nosotras cuando hayamos muerto)
  - Chus Lampreave - Il fiore del mio segreto (La flor de mi secreto)
  - Rossy de Palma - Il fiore del mio segreto (La flor de mi secreto)
- 1997: Mary Carrillo - Más allá del jardín
  - Loles León - Libertarias
  - Maribel Verdú - La Celestina
- 1998: Charo López - Segreti del cuore (Secretos del corazón)
  - Ángela Molina - Carne trémula
  - Vicky Peña - Segreti del cuore (Secretos del corazón)
- 1999: Adriana Ozores - La hora de los valientes
  - Alicia Sánchez - Barrio
  - Loles León - La niña dei tuoi sogni (La niña de tus ojos)
  - Rosa Maria Sardà - La niña dei tuoi sogni (La niña de tus ojos)

### Anni 2000-2009
- 2000: María Galiana - Solas
  - Adriana Ozores - Cuando vuelvas a mi lado
  - Candela Peña - Tutto su mia madre (Todo sobre mi madre)
  - Julieta Serrano - Cuando vuelvas a mi lado
- 2001: Julia Gutiérrez Caba - You'Re the One - Una Historia de Entonces (Una historia de entonces)
  - Chusa Barbero - Besos para todos
  - Terele Pávez - La comunidad
  - Ana Fernández - You'Re the One - Una Historia de Entonces (Una historia de entonces)
- 2002: Rosa Maria Sardà - Sin vergüenza
  - Rosana Pastor - Giovanna la pazza (Juana la loca)
  - Elena Anaya - Lucía y el sexo
  - Najwa Nimri - Lucía y el sexo
- 2003: Geraldine Chaplin - En la ciudad sin límites
  - María Esteve - L'altro lato del letto (El otro lado de la cama)
  - Tina Sainz - Historia de un beso
  - Mar Regueras - Rencor
- 2004: Candela Peña - Ti do i miei occhi (Te doy mis ojos)
  - María Pujalte - El lápiz del carpintero
  - Mónica López - En la ciudad
  - María Botto - Soldados de Salamina
- 2005: Mabel Rivera - Mare dentro (Mar adentro)
  - Silvia Abascal - El Lobo
  - Victoria Abril - El séptimo día
  - Mercedes Sampietro - Inconscientes
- 2006: Elvira Mínguez - Tapas
  - Pilar López de Ayala - Obaba
  - Verónica Sánchez - Camarón
  - Marta Etura - Para que no me olvides
- 2007: Carmen Maura - Volver
  - Ariadna Gil - Il destino di un guerriero (Alatriste)
  - Blanca Portillo - Volver
  - Lola Dueñas - Volver
- 2008: Amparo Baró - Siete mesas de billar francés
  - Geraldine Chaplin - The Orphanage (El Orfanato)
  - Nuria González - Mataharis
  - María Vázquez - Mataharis
- 2009: Penélope Cruz - Vicky Cristina Barcelona
  - Elvira Mínguez - Cobardes
  - Rosana Pastor - La conjura de El Escorial
  - Tina Sáinz - Sangre de mayo

### Anni 2010-2019
- 2010: Marta Etura - Cella 211 (Celda 211) 
  - Vicky Peña - El cónsul de Sodoma
  - Pilar Castro - Gordos
  - Verónica Sánchez - Gordos
- 2011: Laia Marull - Pa negre
  - Terele Pávez - Ballata dell'odio e dell'amore (Balada triste de trompeta)
  - Ana Wagener - Biutiful
  - Pilar López de Ayala - Lope
- 2012: Ana Wagener - La voz dormida
  - Maribel Verdú - De tu ventana a la mía
  - Pilar López de Ayala - Intruders
  - Goya Toledo - Maktub
- 2013: Candela Peña - Una pistola en cada mano
  - Ángela Molina - Blancanieves
  - María León - Carmina o revienta
  - Chus Lampreave - El artista y la modelo
- 2014: Terele Pávez - Las brujas de Zugarramurdi
  - Susi Sánchez - 10.000 noches en ninguna parte
  - Maribel Verdú - 15 años y un día
  - Nathalie Poza - Todas las mujeres
- 2015:  Carmen Machi - Ocho apellidos vascos
  - Bárbara Lennie - El Niño 
  - Mercedes León - La isla mínima
  - Goya Toledo - Marsella
- 2016: Elvira Mínguez - Desconocido - Resa dei conti (El desconocido)
  - Marian Álvarez - Felices 140 
  - Nora Navas - Felices 140
  - Luisa Gavasa - La novia
- 2017: Emma Suárez - La prossima pelle (La próxima piel)
  - Terele Pávez - La puerta abierta
  - Candela Peña - Kiki & i segreti del sesso (Kiki, el amor se hace)
  - Sigourney Weaver - Sette minuti dopo la mezzanotte (A Monster Calls)
- 2018: Adelfa Calvo - Il movente (El autor)'
  - Anna Castillo - La llamada
  - Belén Cuesta - La llamada
  - Lola Dueñas - No sé decir adiós

- 2019: Carolina Yuste - Carmen y Lola
  - Ana Wagener - Il regno (El reino)
  - Natalia de Molina - Quién te cantará
  - Anna Castillo - Viaje al cuarto de una madre

### Anni 2020-2029
- 2020: Julieta Serrano - Dolor y gloria
  - Mona Martínez - Adiós
  - Natalia de Molina - Adiós
  - Nathalie Poza - Mientras dure la guerra

- 2021: Nathalie Poza - La boda de Rosa
  - Juana Acosta - El inconveniente
  - Verónica Echegui - Explota explota
  - Natalia de Molina - Las niñas

- 2022: Nora Navas - Libertad
  - Sonia Almarcha - Il capo perfetto (El buen patrón)
  - Aitana Sánchez-Gijón - Madres paralelas
  - Milena Smit - Madres paralelas

- 2023: Susi Sánchez - Cinco lobitos
  - Marie Colomb - As Bestas - La terra della discordia (As Bestas)
  - Penélope Cruz - Tutto in un giorno (En los márgenes)
  - Carmen Machi - Piggy (Cerdita)
  - Ángela Cervantes - La Maternal

- 2024: Ane Gabarain - 20.000 especies de abejas
  - Itziar Lazkano - 20.000 especies de abejas
  - Ana Torrent - Cerrar los ojos
  - Luisa Gavasa - El mestre que va prometre el mar
  - Clara Segura - Creatura